# Trendafił Stojczew
Trendafił Stojczew Stojczew (bułg. Трендафил Стойчев Стойчев, ur. 18 lipca 1953 w Asenowgradzie) – bułgarski sztangista, srebrny medalista olimpijski i trzykrotny medalista mistrzostw świata.

## Kariera
Startował w wadze lekkociężkiej (do 82,5 kg). Pierwszy sukces w karierze osiągnął w 1974 roku, kiedy zdobył srebrny medal podczas mistrzostw Europy w Weronie, przegrywając tylko z Władimirem Ryżenkowem z ZSRR. Parę miesięcy później wystąpił na mistrzostwach świata w Manili, gdzie zdobył medal z wynikiem 350 kg. Pokonał tam Norwega Leifa Jenssena i Rolfa Milsera z RFN. Na rozgrywanych rok później mistrzostwach świata w Moskwie zajął drugie miejsce, rozdzielając na podium Walerego Szarego z ZSRR i Juhaniego Avellana z Finlandii. Drugie miejsce zajął także na igrzyskach olimpijskich w Montrealu, plasując się za Szarym a przed Węgrem Péterem Baczakó. Zdobył tam równocześnie srebrny medal mistrzostw świata.
Zdobył też srebrne medale na mistrzostwach Europy w Moskwie w 1975 roku i rozgrywanych rok później mistrzostwach Europy w Berlinie Wschodnim. W 1976 roku pobił też dwa oficjalne rekordy świata (w rwaniu i dwuboju).